# Vasili Petrov
Vasili Ivanovitsj Petrov (Russisch: Василий Иванович Петров) (District Novoselitski, 15 januari 1917 – Moskou, 1 februari 2014) was een maarschalk van de Sovjet-Unie en held van de Sovjet-Unie die vocht in de Tweede Wereldoorlog en de Ogaden-oorlog.

## Opleiding
Vasili Petrov verloor zijn vader vroeg. Hij werkte dan bij zijn grootvader, die kachelmaker was.
In 1935 voltooide hij de 10e klas van de middelbare school. In 1937 voltooide hij twee studiejaren aan het Pedagogisch Instituut van Vladikavkaz. Op 22 november 1939 werd hij opgeroepen voor het leger en ging hij naar de regimentsschool. In 1941 voltooide hij een cursus van twee maanden voor luitenant, waarna hij commandant werd van een peloton cavalerie.

## Tweede Wereldoorlog
Van december 1942 tot maart 1943 was hij commandant van een bataljon machinepistoolschutters en plaatsvervangend stafchef van de 40e afzonderlijke brigade gemotoriseerde fuseliers.
Bij order nr. 47 van 11/06/1942 van de strijdkrachten van de Zwarte Zeegroep van strijdkrachten van het Transkaukasisch Front, ontving kapitein Petrov, assistent-stafchef van de 40e afzonderlijke gemotoriseerde brigade fuseliers, de Orde van de Rode Ster. Van maart 1943 tot december 1944 was hij hoofd van de 1e (operationele) afdeling van het hoofdkwartier van de brigade fuseliers, toen in dezelfde functie op het hoofdkwartier van de 38e divisie fuseliers.
Bij order nr. 112 van 31 oktober 1943, van de strijdkrachten van het 27e leger van het 1e Oekraïense Front, ontving majoor Petrov, hoofd van de 1e afdeling van het hoofdkwartier van de 38e infanteriedivisie, de Orde van de Vaderlandse Oorlog, 2e klasse, omdat hij in veldslagen op de rechteroever van de Dnjepr de uitvoering van het gevechtsbevel verzekerde en het bevel voerde over het 343e regiment infanterie.
Hij raakte gewond bij de verdediging van Odessa en werd afgevoerd naar het militair hospitaal in Sotsji. Toen hij hersteld was werd hij commandant van een peloton van het 193e regiment cavalerie, deel van de 72e divisie cavalerie van de Koebankozakken waar hij bij Kertsj tegen Erich von Manstein vocht, en bij Sebastopol en de Kaukasus], bevrijdde Oekraïne, stak de Dnjepr en de Dnjestr over en vocht in Roemenië en Hongarije. Bij die operatie hebben Duitse tanks en vliegtuigen de troepen aanzienlijke verliezen toegebracht. De 72e Cavaleriedivisie verloor bijna al haar paarden. De divisie werd gereorganiseerd tot de 40e afzonderlijke brigade gemotoriseerde fuseliers. Petrov, die in de laatste veldslagen optrad als plaatsvervangend commandant van het eskadron, werd eerst benoemd tot stafchef van een apart gemotoriseerd bataljon fuseliers, later commandant van een bataljon machinepistoolschutters en plaatsvervangend stafchef van een brigade voor operationeel werk.
De 40e afzonderlijke gemotoriseerde geweerbrigade kreeg de belangrijkste taak: het vasthouden van de Toeapse-bergpassen. Door deze passen haastte zijn brigade zich naar de Zwarte Zee. De gevechten hier waren hardnekkig van aard met een minimaal verbruik van munitie, aangezien hun levering moeilijk was. De 40e brigade doorstond niet alleen defensieve veldslagen, maar bracht ook verliezen toe. Van de vele formaties van het Noord-Kaukasisch Front kregen deze brigade en de 31e divisie fuseliers de Orde van de Rode Vlag. Ook werden commandanten en politiek commissarissen van deze brigade onderscheiden.
In januari 1943 lanceerden de 40e afzonderlijke brigade en de aangrenzende eenheid die ermee in wisselwerking stond een beslissend offensief. De steden Apsjeronsk, de dorpen Neftjanaja, Rjazanskaja en Starokorsoenskaja werden bevrijd. Op 12 februari 1943 veroverden de 40e afzonderlijke brigade en de 31e divisie fuseliers de hoofdstad Krasnodar van de Koeban. In deze veldslagen bewees kapitein Petrov zijn waarde als bataljonscommandant.
In mei 1943 werd kapitein Petrov benoemd tot hoofd van de operationele afdeling van de 38e divisie infanterie. Deze formatie, die was getraind in de buurt van Voronezj, werd met het begin van de Slag om Koersk opgeschoven naar de stad Soemy. Vanaf hier begon het zijn veldtocht over de slagvelden in Oekraïne. Zijn soldaten waren de eersten die de rivieren Dnjepr en Dnjestr overstaken en namen deel aan de veldslagen voor de bevrijding van Kiev. 17 Soldaten van de divisie werden Held van de Sovjet-Unie voor militaire operaties in Oekraïne, Moldavië, Roemenië, Hongarije en velen kregen medailles.
De divisie vocht in de operatie Korsoen-Sjevtsjenko. Ze bereikte als eerste de grens met Roemenië en stak de Dnjestr over. Het was een veldtocht van 450 km. Over de hele lengte schreven de verkenners de naam "Petrov" op de muren en hekken en gaven ze de bewegingsrichting aan met een pijl. Majoor Petrov stond gekend als een gezellige, dappere en wilskrachtige commandant.
Op 1 april 1944 werd van elk regiment van de divisie één versterkt bataljon toegewezen om als bergdetachementen achter de vijandelijke linies op te treden. Deze bataljons bonden met hun acties twee Roemeense divisies en een Duits grensregiment aan zich vast. Maar de communicatie met hen werd onderbroken. De divisiecommandant stuurde majoor Petrov met twee begeleiders naar hen toe. Via moeilijke bergpaden drongen ze door tot hun bataljons en Petrov schatte de toestand waarheidsgetrouw in. Op basis van zijn bevindingen werd besloten de bataljons terug te trekken. Voor heroïsche acties achter de vijandelijke linies kregen leden van de bergdetachementen onderscheidingen en medailles.
Hij vocht in het Krim Front, Noord-Kaukasisch Front, Transkaukasisch Front, Steppefront, Voronezjfront, 2e Oekraïense Front en 1e Oekraïense Front.
In 1944 werd hij lid van de Communistische Partij van de Sovjet-Unie.
Bij bevel nr. 72 / n van 07/08/1944 van de strijdkrachten van het 40e Leger van het 2e Oekraïense Front, ontving hij de Orde van de Vaderlandse Oorlog, 1e klasse.

## Na de oorlog
In 1945 studeerde hij af aan de versnelde opleiding van de Froenzeacademie, in 1948 - de hoofdopleiding van dezelfde academie. In 1969 studeerde hij af aan de Hogere Academische Cursussen aan de Militaire Academie van de Generale Staf van de strijdkrachten van de USSR. Hij werkte bij de legerstaf. Sinds 1948 diende hij in het Russische Verre Oosten. Van juni 1953 tot december 1955 was hij commandant van het 50e regiment Infanterie. Van december 1955 tot januari 1957 was hij stafchef van de 390e divisie infanterie. Van januari 1957 tot juli 1961 was hij commandant van de 129e training gemotoriseerde divisie fuseliers in het militair district Verre Oosten te Chabarovsk. Van juli 1961 tot juni 1964 was hij stafchef van het leger. Van juni 1964 tot januari 1966 was hij commandant van het 5e Leger met hoofdkwartier te Oessoeriejsk. Van januari 1966 tot april 1972 was hij stafchef en eerste plaatsvervangend commandant van het militair district Verre Oosten. Van april 1972 tot mei 1976 was hij commandant van het militair district Verre Oosten.
Van 1974 tot 1989 was hij afgevaardigde voor de Oblast Irkoetsk in de Raad van de Unie. Van 1976 tot 1989 was hij lid van het Centraal Comité van de Communistische Partij van de Sovjet-Unie. Van mei 1976 tot december 1978 was hij eerste plaatsvervangend opperbevelhebber van de grondtroepen.
Tijdens de Ogaden-oorlog (1977-1978) leidde hij de operationele groep van het USSR-ministerie van Defensie in Ethiopië en plande hij de gevechtsoperaties van de Ethiopische troepen.
Van december 1978 tot november 1980 was hij opperbevelhebber van het Verre Oosten. Van november 1980 tot januari 1985 was hij opperbevelhebber van de grondtroepen en plaatsvervangend minister van Defensie van de Sovjet-Unie.
Bij decreet van het Presidium van de Opperste Sovjet van 16 februari 1982, kreeg legergeneraal Vasily Ivanovich Petrov de titel van Held van de Sovjet-Unie met de Leninorde en de Gouden Ster nr. 11468 "voor de succesvolle vervulling van regeringstaken en de moed en moed die tegelijkertijd werd getoond". Van januari 1985 tot juli 1986 was hij viceminister van Defensie van de Sovjet-Unie.
In 1986 ging hij met pensioen om gezondheidsredenen. Van 1986 tot 1992 droeg hij de eretitel inspecteur-generaal van de groep van inspecteurs-generaal van het ministerie van Defensie van de USSR en adviseur van de chef van de generale staf van de gezamenlijke strijdkrachten van het Gemenebest van Onafhankelijke Staten. Vanaf september 1992 was hij adviseur bij het ministerie van Defensie van de Russische Federatie. Hij stierf op 1 februari 2014 op 98-jarige leeftijd in Moskou. Hij werd begraven in de Federale Militaire Herdenkingsbegraafplaats te Mytisjtsji. Op 1 februari 2016 is daar een monument opgericht.

## Militaire graden
- Luitenant 1941
- Kapitein 11 juni 1942
- Majoor 31 oktober 1943
- Kolonel 29 april 1952
- Generaal-majoor 9 mei 1961
- Luitenant-generaal 16 juni 1965
- Kolonel-generaal 29 april 1970
- Legergeneraal 15 december 1972
- Maarschalk van de Sovjet-Unie 25 maart 1983

## Onderscheidingen

### Sovjet-Unie en Russische Federatie
- Held van de Sovjet-Unie
- Alexander Nevski-orde
- Viermaal Leninorde
- Orde van de Oktoberrevolutie
- Orde van de Rode Vlag (Sovjet-Unie)
- Driemaal Orde van de Vaderlandse Oorlog
- Tweemaal Orde van de Rode Ster (Sovjet-Unie)
- Orde van Verdienste voor het Moederland in de Strijdkrachten van de Sovjet-Unie
- Orde van Zjoekov
- Medaille voor de Gewapende Strijd
- Jubileumsmedaille voor Militaire Dapperheid ingesteld ter herinnering aan de Honderdste Verjaardag van Vladimir Iljitsj Lenin
- Medaille voor uitstekend bewaker van de grenzen van de USSR
- Medaille voor de Verdediging van Odessa
- Medaille voor de Verdediging van de Kaukasus
- Medaille voor de Overwinning over Duitsland in de Grote Patriottische Oorlog 1941-1945
- Medaille voor de 20e Verjaardag van de Overwinning in de Grote Patriottische Oorlog
- Medaille voor de 30e Verjaardag van de Overwinning in de Grote Patriottische Oorlog
- Medaille voor de 40e Verjaardag van de Overwinning in de Grote Patriottische Oorlog
- Medaille voor de 50e Verjaardag van de Overwinning in de Grote Patriottische Oorlog
- Medaille voor de 60e Verjaardag van de Overwinning in de Grote Patriottische Oorlog
- Medaille voor de 65e Verjaardag van de Overwinning in de Grote Patriottische Oorlog
- Medaille voor de 850e Verjaardag van Moskou
- Medaille Veteraan van de Strijdkrachten van de USSR
- Medaille voor Versterking van de Wapenbroederschap
- Medaille voor de Ontginning van Woeste Gronden
- Jubileummedaille voor 30 jaar Sovjet Leger en Vloot
- Jubileummedaille voor 40 jaar Strijdkrachten van de USSR
- Jubileummedaille voor 50 jaar Strijdkrachten van de USSR
- Jubileummedaille voor 60 jaar Strijdkrachten van de USSR
- Jubileummedaille voor 70 jaar Strijdkrachten van de USSR
- Medaille voor Uitstekende Dienst

### Buitenland
- Scharnhorst-orde (Duitse Democratische Republiek)
- Orde van Tudor Vladimirescu (Roemenië)
- Orde van de Volksrepubliek Bulgarije
- Orde van Suha Bator (Mongolië)
- Orde van de Rode Banier (Mongolië)
- Orde van Moed tijdens Gevechten (Mongolië)
- Medaille voor de 50e verjaardag van het Mongoolse Volksleger
- Orde van de Hongaarse Republiek
- Orde van de Rode Vlag (Tsjecho-Slowakije)
- Orde van de Zegerijke Februari (Tsjecho-Slowakije)
- Orde van de Nationale Vlag (Noord-Korea)

## Nagedachtenis
- Op 5 januari 2018 werd een gedenkplaat onthuld in Moskou aan de Mosfilmovskaja-straat, gebouw 11, nr. 2.
- Sinds januari 2017 draagt het Joenarmija-detachement in Stavropol zijn naam.
- In januari 2017 gaf ‘’Potsjta Rossii’’ een gefrankeerde envelop uit "100 jaar sinds de geboorte van V.I. Petrov".
- Op 15 maart 2019 kreeg het 392e Pacifisch Trainingscentrum te Chabarovsk van het militair district Oosten zijn naam.[8][9]
- Hij werd in 2006 ereburger van het district Novoselitski van het Stavropol-gebied.